# Tianovți, Vidin
Tianovți (în bulgară Тияновци, în română Tianuț) este un sat în comuna Bregovo, regiunea Vidin, Bulgaria. Localitatea a fost locuită compact de românii din Timocul bulgăresc. 

## Demografie
Componența etnică a satului Tianovți
     Bulgari (87,09%)
     Nicio identificare (12,9%)
     Altele (0%)
La recensământul din 2011, populația satului Tianovți era de 124 locuitori. Din punct de vedere etnic, majoritatea locuitorilor (87,09%) erau bulgari. Pentru 12,9% din locuitori nu este cunoscută apartenența etnică.